# Альмезе
Альмезе (итал. Almese, пьем. Almèis) — коммуна в Италии, расположена в области Пьемонт, подчинена административному центру Турин (провинция).
Население составляет 5932 человек (на 2004 г.), плотность населения составляет 333 чел./км². Коммуна занимает площадь 17 км². Почтовый индекс — 10040. Телефонный код — 00011.
В коммуне 8 сентября особо празднуется Рождество Пресвятой Богородицы. Праздник города ежегодно празднуется 12 сентября.

## Города-побратимы
- Щирк, Польша